# Humanités médicales
Les humanités médicales (en anglais, medical humanities) sont un champ interdisciplinaire de la médecine incluant les sciences humaines (littérature, philosophie, éthique, histoire, religion), les sciences sociales (anthropologie, sociologie, psychologie), les arts et leurs applications dans la pédagogie médicale et l'exercice médical.
Les humanités médicales sont aussi définies comme une dynamique internationale et interdisciplinaire qui étudie les liens créatifs et intellectuels entre diverses disciplines incluant littérature, art, histoire, fiction, politique et anthropologie dans des objectifs de formation médicale.

## Source
- (en) Cet article est partiellement ou en totalité issu de l’article de Wikipédia en anglais intitulé « Medical humanities » (voir la liste des auteurs).